# 高田藩 (豊後国)
高田藩（たかだはん）は、江戸時代初期に豊後国国東郡の一部を領した藩。杵築藩入封前の能見松平家が領していた藩。藩庁は高田城（大分県豊後高田市）。

## 概要
寛永9年（1632年）、松平重直が摂津国三田藩より3万7千石にて豊前国竜王（大分県宇佐市安心院町）の龍王城跡地に龍王陣屋を構え入封したことに始まる。当初は龍王藩（りゅうおうはん）と称していた。寛永16年（1639年）高田城に居城を移したことにより、高田藩となった。
2代英親は弟の重長に3千石、直政に2千石を分与し、表高は3万2千石となった。正保2年（1645年）、英親が杵築藩に移封となったため廃藩となった。同地は、以後、島原藩の飛地となる。

### 歴代藩主
松平〔能見〕家
譜代　37000石→32000石
1. 重直（しげなお）〔従五位下、丹後守〕
2. 英親（ひでちか）〔従五位下、市正〕分与により32000石